# Le parole non le portano le cicogne
Le parole non le portano le cicogne è un libro scritto da Roberto Vecchioni nel 2000 e pubblicato da Einaudi nella collana I coralli.

## Edizioni
- Roberto Vecchioni, Le parole non portano le cicogne, collana I coralli, Einaudi, 2000,  p. 206, ISBN 9788806155315.
- Roberto Vecchioni, Le parole non portano le cicogne, collana ET Scrittori, Einaudi, 2000,  p. 206, ISBN 9788806174712.